# Gornji grad (Osijek)
Gornji grad je osječka gradska četvrt. Nalazi se u samom središtu grada. Ima 16.520 stanovnika i 6.210 kućanstava. 
Dan četvrti je 29. lipnja, dan Svetih Petra i Pavla. 
To je jedna od najpoznatijih osječkih četvrti, jer se tamo nalaze neke znamenitosti Osijeka kao što su npr. konkatedrala Svetih Petra i Pavla, Hrvatsko narodno kazalište, trg Ante Starčevića, pješački most i sl. 